# Port lotniczy Lycksele
Port lotniczy Lycksele (IATA: LYC, ICAO: ENSL) – regionalny port lotniczy położony w Lycksele, w Szwecji.

## Linie lotnicze i połączenia
| Linia lotnicza | Kierunek             |
| -------------- | -------------------- |
| Amapola Flyg   | 1. Sztokholm-Arlanda |